# Wolfgang Güldenpfennig

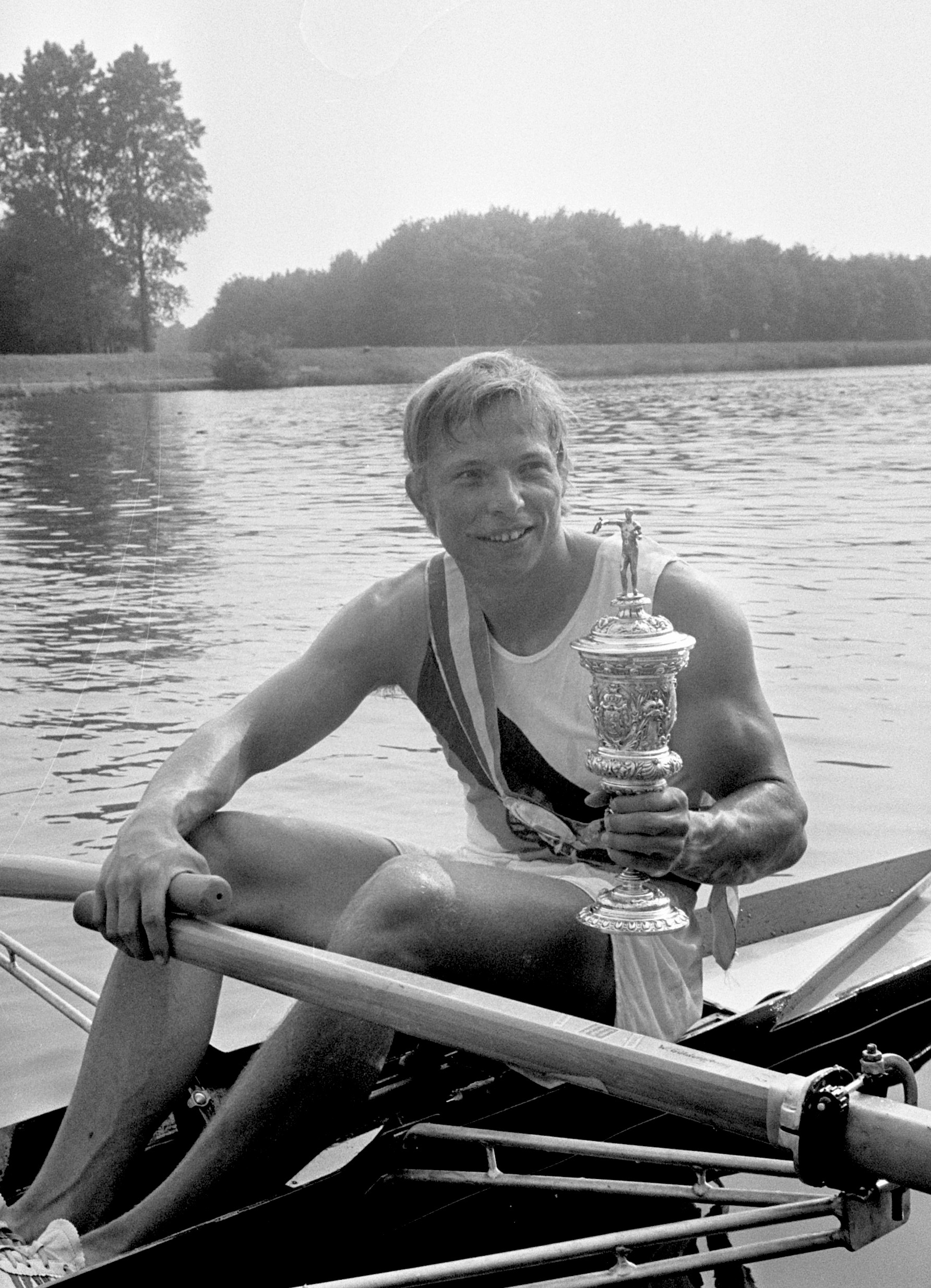
Wolfgang Güldenpfennig, 1973

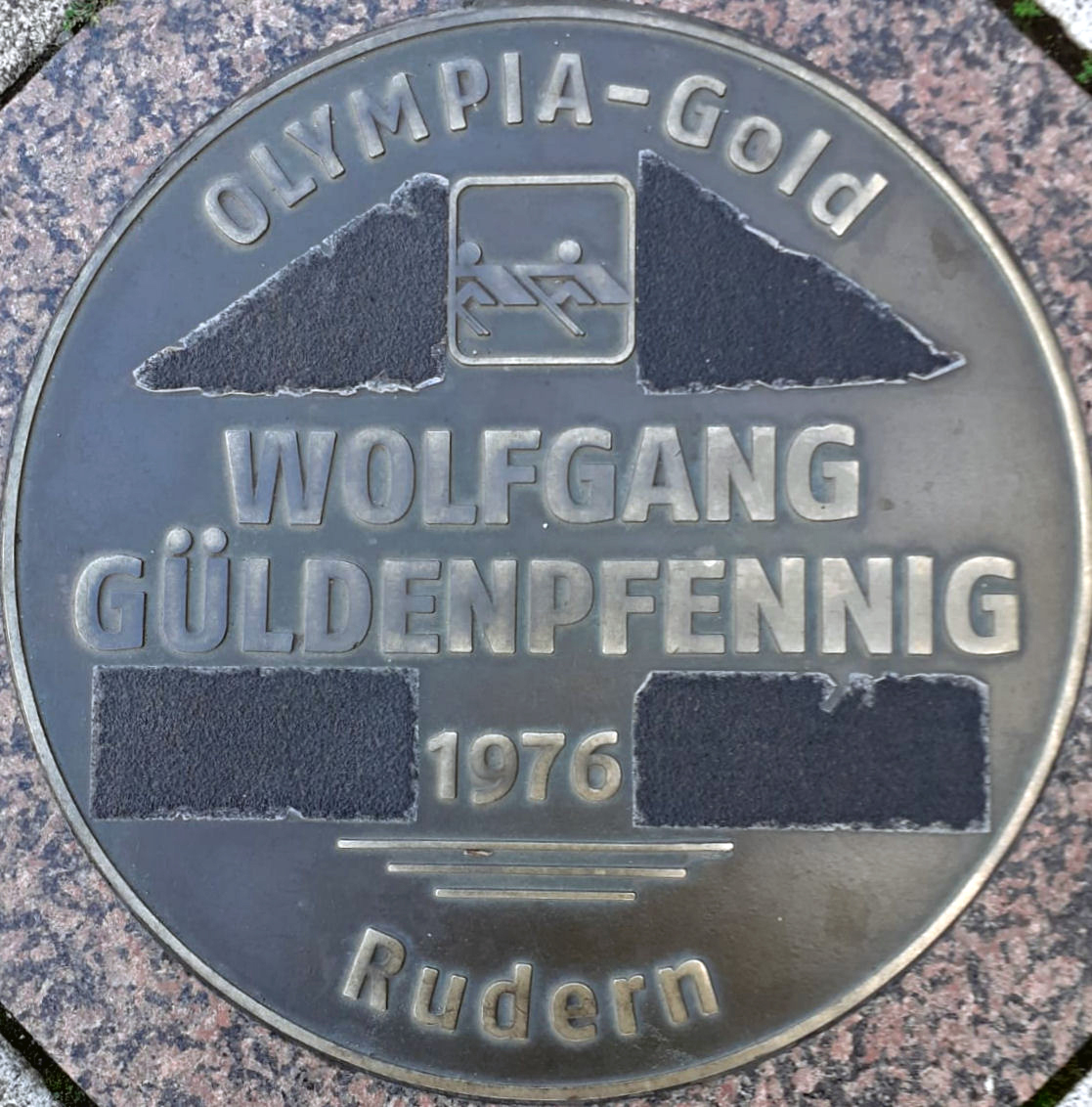
Sports Walk of Fame in Magdeburg

Wolfgang Güldenpfennig (* 20. Dezember 1951 in Magdeburg) ist ein ehemaliger Ruderer aus der Deutschen Demokratischen Republik. 1976 gelang ihm im Doppelvierer der Olympiasieg.
Wolfgang Güldenpfennig vom SC Magdeburg begann seine Karriere im Doppelzweier, stieg aber 1972 in den Einer um. Bei den Olympischen Spielen 1972 belegte er den dritten Platz hinter Juri Malyschew aus der Sowjetunion und dem Argentinier Alberto Demiddi. Im Jahr darauf gewann er erneut Bronze im Einer, diesmal bei der Europameisterschaft.
1975 stieg Güldenpfennig in den Doppelvierer um. Zusammen mit Christof Kreuziger, Stefan Weiße und Wolfgang Hönig siegte er bei der Weltmeisterschaft in Nottingham. Im Jahr darauf trat der Doppelvierer in einer völlig neuen Besetzung an. Zusammen mit Güldenpfennig saßen Rüdiger Reiche, Karl-Heinz Bußert und Michael Wolfgramm im Boot. Diese neue Besatzung siegte bei den Olympischen Spielen 1976 mit einer Sekunde Vorsprung auf das Boot aus der Sowjetunion. Im Jahr darauf trat der Doppelvierer erneut mit einer anderen Besetzung an: Zu Güldenpfennig und Bußert waren Frank Dundr und Martin Winter ins Boot gerückt, der Vierer gewann bei der Weltmeisterschaft in Amsterdam den Titel. Nach zwei olympischen Medaillen und zwei Weltmeistertiteln beendete Güldenpfennig dann seine Laufbahn.
1976 wurde er mit dem Vaterländischen Verdienstorden in Silber ausgezeichnet.
Wolfgang Güldenpfennig hatte während seiner Karriere an der DHfK sein Sportstudium abgeschlossen und war später als Trainer beim SC Magdeburg tätig.